# Софіянівський заказник
Софіяні́вський зака́зник — ботанічний заказник загальнодержавного значення в Україні. Розташований у межах Камінь-Каширського району Волинської області, на північ від села Софіянівка і на захід від села Оконськ. 
Площа 87,6 га. Створений згідно з Указом Президента України від 10 грудня 1994 року, № 750/94 (спершу на площі 34,1 га). Перебуває у віданні Софіянівського лісництва. 
Охороняється частина лісового масиву мішаних лісів (сосна, береза). У трав'яному покриві зростають безщитник жіночий, щитник чоловічий, орляк звичайний, дикран віничний, зозулин льон звичайний, сфагнум, багно звичайне, хвощ лісовий, ожика волосиста, веснівка дволиста, лохина, журавлина болотна, квасениця звичайна, регіонально рідкісний хвощ великий.
Поширені великі популяції видів, занесених до Червоної книги України,— сон широколистий, конвалія звичайна; зростає також рідкісний вид — вовчі ягоди пахучі.